# Gerardo Ríos
Gerardo Ríos (Alejandro Korn, Buenos Aires, Argentina; 3 de diciembre de 1955 - Adrogué, Buenos Aires, Argentina; 14 de agosto de 2012) fue un futbolista argentino que se desempeñó como delantero, de manera profesional, entre 1975 y 1984. Jugando para Boca Juniors obtuvo dos campeonatos, el Metropolitano 1976 y el Nacional del mismo año.
Es padre del también futbolista Leonel Ríos.

## Clubes
| Club         | País      | Año       |
| ------------ | --------- | --------- |
| Boca Juniors | Argentina | 1975-1977 |
| Platense     | Argentina | 1978      |
| Los Andes    | Argentina | 1980-1981 |
| Manta FC     | Ecuador   | 1983      |
| All Boys     | Argentina | 1984      |

## Palmarés

### Campeonatos nacionales
| Título           | Club         | País      | Año  |
| ---------------- | ------------ | --------- | ---- |
| Primera División | Boca Juniors | Argentina | 1976 |
| Primera División | Boca Juniors | Argentina | 1976 |